# 广彩

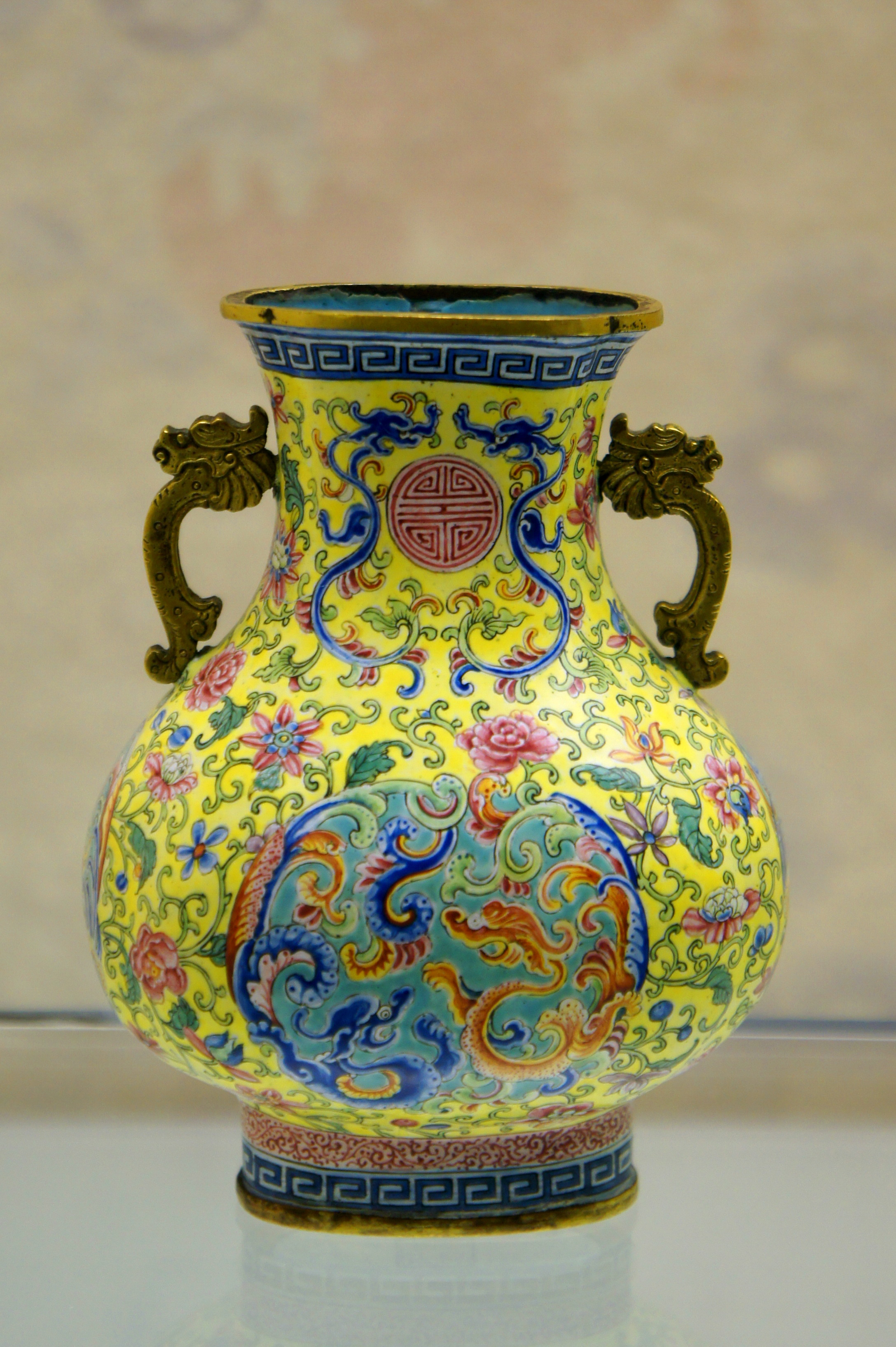
廣彩纏枝花卉雙龍耳瓶（香港藝術館藏品）

广州织金彩瓷简称广彩（Kwon-Glazed Porcelain），它是在各种白瓷器皿上彩绘而烧制而成的工艺品，以色彩绚丽、金碧輝煌、构图严谨、绘工精细而著称，是中国四大名瓷之一。
广州彩瓷始于明代的广州三彩，到清代发展成五彩，并在乾隆年间逐步形成独特的艺术风格，至今已有300多年的历史。当时的商人从景德镇运回白瓷，在广州绘上色彩鲜艳的图案，再烧制而成。广彩既保留了中国传统瓷器的特点，又吸收看西洋工艺的精华。用于外销，已有几百年历史。
廣彩深受歐美人士歡迎的原因之一是在於西洋元素的運用。不論是裝飾題材、設計和技法，既注入東方神韻的中國元素，同時亦吸納異域情調的西洋元素。
據《竹園陶說》對廣彩的描述，「清代中葉，海舶雲集，商務聚盛，歐土重華瓷，我國商人投其所好，乃於景德鎮燒造白瓷，運至粵垣，加雇工匠，仿照西洋畫法，加以彩繪，於珠江之河南，開爐烘染，制成彩瓷然後售之西商。蓋其器購自景德鎮，彩繪則粵之河南廠所加者也。」。
廣彩顏料品種大致有以下幾種：一是水青，亦稱廣翠，似青花的顏色；二是西紅，與江西景德鎮的胭脂紅相似；三是大紅，較礬紅淺而鮮；四是大綠，比江西大綠稍翠；五是麻色，似黃麻皮色；六是金彩，金碧輝煌；七是茄色，由西紅和水青配成的紫色。在設計方面，廣彩常見「滿地開光」（廣彩廠稱開「斗方」）。有邊、有開光、有地，主題則安置在中心。

## 歷史

### 香港

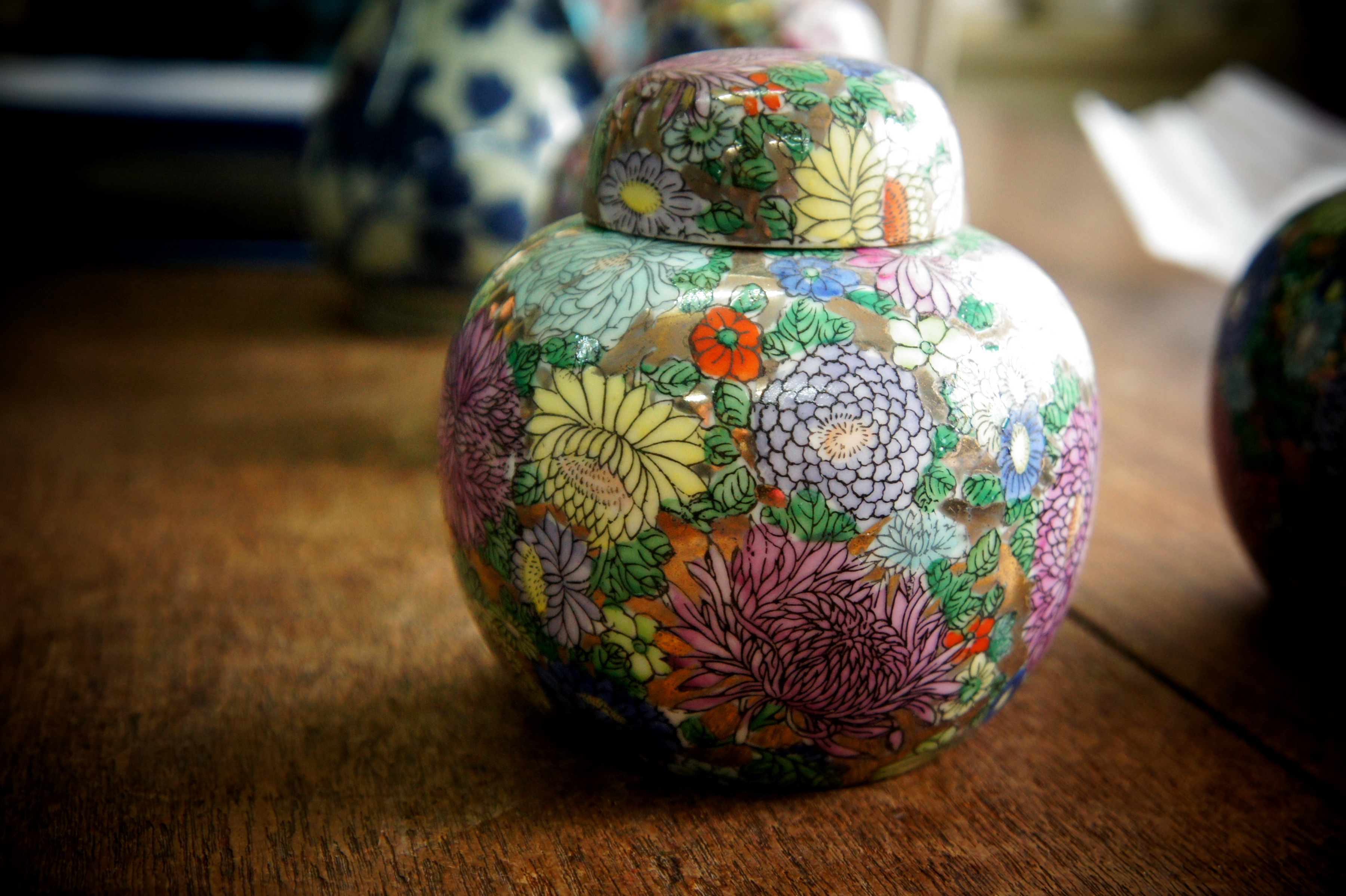
廣彩蓋罐

香港的廣彩歷史可從1928年建於九龍城隔坑村道的「錦華隆廣彩瓷廠」（即今日的「粵東磁廠」）開始，及後與建於1947年的「亞洲彩瓷廠」和「東方廣彩瓷廠」，鼎足而立。1960年代前，香港的廣彩製品以餐具及花瓶等小件瓷器為主，造型約為100多款，出口到美國、西歐、南美、東南亞、大溪地和馬達加斯加等地。1960-1970年代，歐美國家經濟蓬勃，對中國工藝品需求殷切，香港的彩瓷工廠紛紛成立，當時從事彩瓷的工人應過千人。
香港的廣彩行業在1970年代受到一次嚴重打擊，當時美國開始禁止含鉛和鎘的瓷器餐具進口，令整個行業的生意一落千丈。因為廣彩的釉上彩是屬於低溫色料，燒爐溫度只達攝氏800度，加上顏料中的玻璃成份，含有一氧化鉛。除非用高於攝氏950度的釉中彩，才可將鉛和鎘燒盡。可是，呈色會顯得暗淡，無法表現廣彩特有金碧輝煌的嬌艷色彩。
直到1980年代，隨著仿古瓷的興起，才出現扭轉頹勢的契機。仿古瓷製品以陳設觀賞為主，並非用作餐具，故此不須顧慮含鉛量的限制，顏料可有如油画般厚厚堆填在瓷器大魚缸和大花瓶上。當時，仕女戰將等人物厚彩堆金圖案的仿古瓷最受歡迎，近百年盛行的瓷器樣式幾乎皆被模仿製造，可謂香港廣彩最興旺的時期。其中，以位於摩羅街中心的華通陶瓷規模最大，1989年遷往香港仔田灣，2010年再遷到西環山道繼續營業。
隨中國在1980年代實施對外開放政策，香港的彩瓷生產線亦相繼轉入珠江三角洲一帶，只保留辦事處和樣品間在香港。目前香港仍堅持人手畫花，家庭式製作的瓷器廠只剩下廠房設於九龍灣九龍灣工業中心的粤東磁廠及設於坪洲的超記瓷器。當香港最後一代廣彩老師傅退休後，本土的彩瓷製造，極有可能畫上句號。
香港廣彩行業日漸式微，與潮洲瓷迅速發展及競爭不無關係。加上社會步伐匆忙，效益取代生活情趣，手繪瓷器藝術，漸被大眾遺忘，只有少數知音者欣賞。目前，彩瓷製造是以俗稱「嘜頭貨」餐具為主，所謂嘜頭貨就是根據客人提供樣式或圖片所製造的瓷具。 

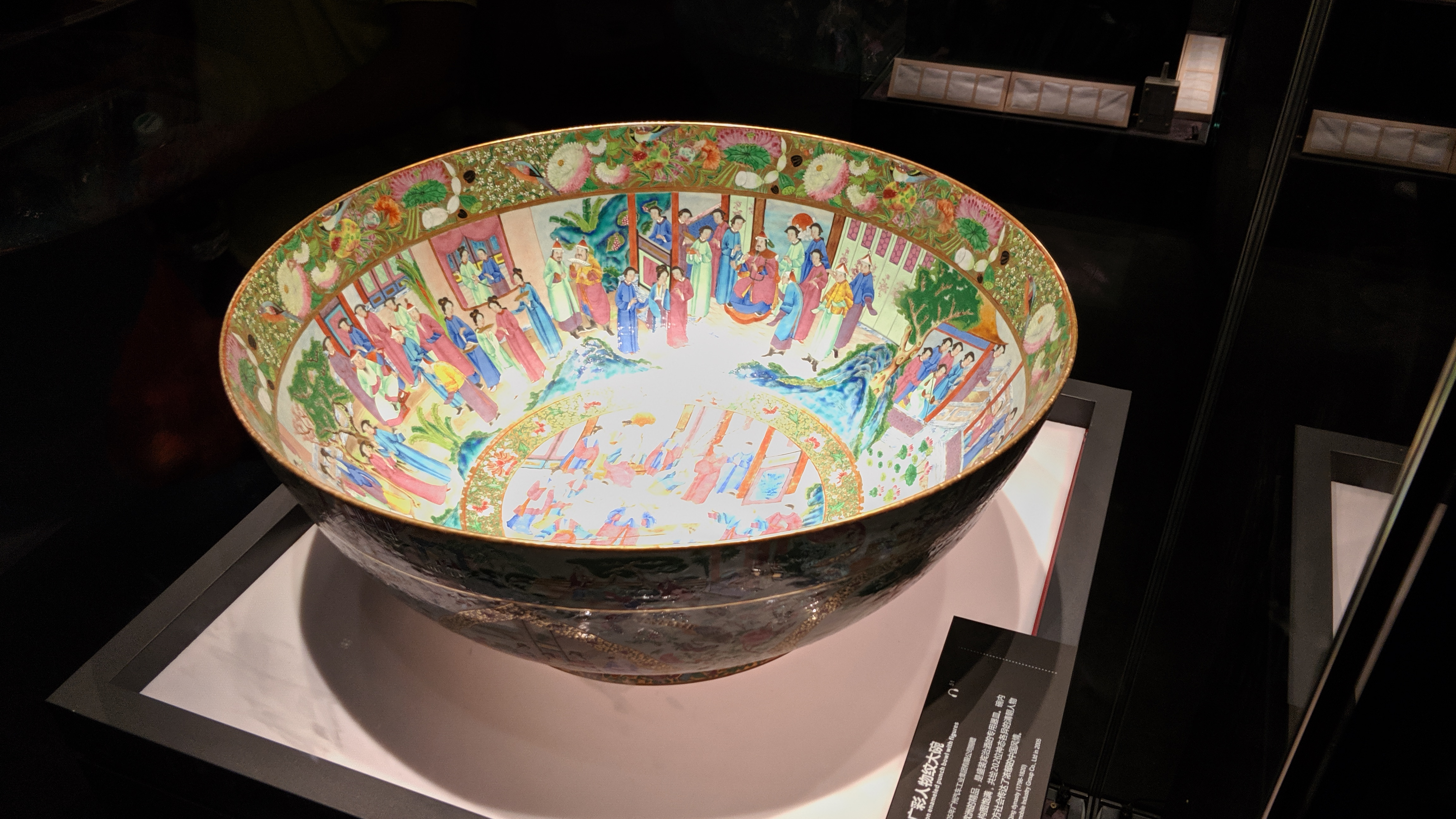
广州博物馆馆藏广彩人物纹大碗

廣彩製作方面，早期的廣彩瓷器圖案皆是手繪構圖填色，十分費時。後來才以手雕橡膠圖章的方法處理廣彩的花邊線條。首先由大師傅蓋印及駁接印與印之間的駁口，再由下手工人填色。及後橡膠圖章已由熱壓方式從畫線稿影像電版直接印出，不再需要依賴人手雕刻。
至於廣彩所用的顏料，在1960年代以前是從「林成昌號」購買，原料為礦石、碎玻璃及銅片等。由於成份和配色乃商業秘密，所以是獨家生意。當年的燒爐是以木炭為燃料，比現代電窯所燒出的顏色較為溫潤。瓷胎方面，仿古瓷白胎早期主要從日本及台灣臺北縣鶯歌鎮進口，90年代台灣白胎瓷器受到中國梅縣高陂及潮州白胎瓷在價格上的激烈衝擊，以至市場導向中國採購白胎瓷器。在1960至1990年代，香港亦曾出現不少具規模的白胎陶瓷廠，較大型的使用進口液化石油氣窯爐，瓷土從日本進口。在九龍鯉魚門的萬機化學工藝製品廠，一年產值四百餘萬港幣。其它使用電爐燒製白胎瓷的工廠分佈在青山、藍地和元朗等地供應當時彩瓷廠所需。

## 資料來源
1. ↑  金愛民. . 外語藝術教育研究。第一期，第85-88頁。. 2011  [2011-12-20].[]
2. 1 2  馮素閣. . 中華博物網站. 2002-10-11  [2011-12-20]. （原始内容存档于2016-03-04）.
3. ↑  曹志雄. . 廣州市: 嶺南美術出版社. 2008年12月: 第24–40頁. ISBN 9787536236509 （中文）.